# ترانه‌های عاشقانه (فیلم)
ترانه‌های عاشقانه (فرانسوی: Les Chansons d'amour‎) فیلمی در ژانر موزیکال به کارگردانی کریستف اونوره است که در سال ۲۰۰۷ منتشر شد. از بازیگران آن می‌توان به کلوتید امه، لویی گارل، لودیوین سنیه و کیارا ماسترویانی اشاره کرد.
این فیلم در بخش مسابقه جشنواره فیلم کن ۲۰۰۷ به نمایش درآمد.